# La Atalaya
La Atalaya és un municipi de la província de Salamanca a la comunitat autònoma de Castella i Lleó. Limita al Nord i Est amb Serradilla del Arroyo, a l'Est amb Serradilla del Llano i al Sud i Oest amb Zamarra.

## Demografia
| 1991 | 1996 | 2001 | 2004 |
| ---- | ---- | ---- | ---- |
| 182  | 160  | 155  | 141  |